# Universe Sandbox ²
Universe Sandbox ² é a sequência oficial ao simulador gravitacional Universe Sandbox. O jogo ainda está em desenvolvimento. Porém, já foi lançado no Acesso Prévio do Steam. O software é mais um simulador do que um jogo. Ele não tem um objetivo a ser conquistado como os jogos têm. 

## Lançamentos da versão Alpha
| Versão     | Data            | Novos recursos / Notas                                             |
| ---------- | --------------- | ------------------------------------------------------------------ |
| Alpha 1    | 4/12/2013       |                                                                    |
| Alpha 2    | 13/12/2013      | Melhorada as colisões entre anéis de planetas                      |
| Alpha 3    | 24/12/2013      |                                                                    |
| Alpha 4    | 22/1/2014       |                                                                    |
| Alpha 5    | 6/3/2014        | Melhorada as labaredas solares e ferramentas de gráfico            |
| Alpha 6    | 22/3/2014       |                                                                    |
| Alpha 7    | 20/6/2014       | Melhorado o sistema de colisões e as simulações do clima terrestre |
| Alpha 8    | 6/8/2014        | Salvar e carregar simulaçoes                                       |
| Alpha 8.3  | 11/8/2014       |                                                                    |
| Alpha 9    | 22/8/2014       | Novo logotipo criado                                               |
| Alpha 9.1  | 23/8/2014       |                                                                    |
| Alpha 9.2  | 24/8/2014       |                                                                    |
| Alpha 10   | 25/8/2014       | O jogo pode agora ser comprado (fora do steam)                     |
| Alpha 10.1 | 28/8/2014       |                                                                    |
| Alpha 11   | 18/9/2014       | Ondas de choque nas colisões. Melhorada as supernovas              |
| Alpha 12   | 30/10/2014      | Melhoramentos nos controles do jogador                             |
| Alpha 13   | 5/2/2015        | Clima marciano. Ver o interior dos planetas                        |
| Alpha 13.1 | 6/2/2015        | Consertar bugs                                                     |
| Alpha 14   | 1/3/2015        |                                                                    |
| Alpha 15   | 19/6/2015       | Nova interface do usuário.                                         |
| Alpha 15.1 | Junho 2015      | Reeditado a textura do Ceres (planeta anão). Conserto de bugs      |
| Alpha 15.2 | Junho 2015      | Update em que foi adicionado a simulação do encontro com Plutão    |
| Alpha 15.9 |                 |                                                                    |
| Alpha 16   | August 21, 2015 | O jogo foi lançado no acesso prévio do steam                       |

## References
1. ↑  «Universe Sandbox 2 Fascinates Gamers With Physics-Based Simulations». Consultado em 15 de setembro de 2015
2. ↑  «Create and destroy galaxies in Universe Sandbox 2 - The Tech Report». techreport.com. Consultado em 15 de setembro de 2015
3. 1 2 3  http://universesandbox.com/forum/index.php/board,13.0.html
4. ↑  «New UI Screenshot & Alpha 15 Update». Universe Sandbox. Consultado em 16 de maio de 2015
5. ↑  «Alpha 15 Now Available». Universe Sandbox 2. Consultado em 23 de julho de 2015
6. ↑  «Universe Sandbox ² Alpha 15.2 - The Pluto Encounter Update». Universe Sandbox. Consultado em 23 de julho de 2015